# Fannie Lou Hamer
Fannie Lou Hamer (cognom de soltera Townsend; Comtat de Montgomery, 6 d'octubre de 1917 - Mound Bayou, 14 de març de 1977) va ser una activista estatunidenca pels drets de les dones i el sufragi, líder comunitària i líder del moviment afroamericà pels drets civils. Va ser cofundadora i vicepresidenta del Partit Demòcrata de la Llibertat, al qual va representar a la Convenció Nacional Demòcrata de 1964. Hamer també va organitzar el Freedom Summer de Mississipi juntament amb el Comitè Coordinador Estudiantil No Violent (SNCC). També va ser cofundadora de l'Assemblea Política Nacional de Dones, una organització creada per a capacitar i donar suport a les dones que volien postular-se per a càrrecs governamentals.

## Biografia
Hamer va començar el seu l'activisme pels drets civils el 1962, i va continuar fins que la seva salut va empitjorar nou anys després. Era coneguda per l'ús d'himnaris espirituals i cites bíbliques i la seva resiliència en liderar el moviment pels drets civils per a les dones negres a Mississipi. Va ser extorsionada, amenaçada, assetjada, disparada i agredida pel Ku Klux Klan, dins del qual hi havia membres de la policia, mentre intentava registrar-se i exercir el seu dret a vot. Més tard va ajudar i va encoratjar milers d'afroamericans a convertir-se en votants registrats i va ajudar centenars de persones privades dels seus drets a través del seu treball en programes com el Freedom Farm Cooperative. Es va postular sense èxit pel Senat dels Estats Units el 1964 i al Senat de l'Estat de Mississipi el 1971. El 1970, va encapçalar una demanda contra el govern del comtat de Sunflower per la contínua segregació racial il·legal.
Hamer va morir el 14 de març de 1977, als 59 anys, a Mound Bayou. El seu funeral va comptar amb una àmplia assistència i el seu encomi va ser pronunciat per l'ambaixador dels Estats a les Nacions Unides, Andrew Young. Va ser inclosa pòstumament al National Women's Hall of Fame el 1993.

## Obra publicada
- Fannie Lou Hamer, Julius Lester y Mary Varela, Alabado sea nuestros puentes: una autobiografía, 1967[2]
- Hamer, Smithsonian Folkways Recordings, Songs My Mother Taught Me, 2015[3]
- Hamer (2011). The Speeches of Fannie Lou Hamer: To Tell It Like It Is, ISBN 9781604738230